# Декамерон
Декамеро́н (італ. Il Decamerone, від грец. δέκα «десять», ἡμέρα «день» — «Десятидення») — збірка зі ста новел італійського письменника Джованні Боккаччо. За сюжетом десятеро молодих флорентійців (семеро жінок, троє чоловіків) залишають охоплене чумою місто, оселяються на заміській віллі і протягом десяти днів розповідають цікаві і повчальні історії (всього їх сто), які широко відтворюють розмаїте повсякденне життя. «Декамерон» у перекладі з грецької — «десятиденник». Композиція книги мозаїчна — кожна оповідка має завершений сюжет, а всі разом створюють своєрідну енциклопедію людських стосунків. Сюжети новел мандрівні, письменник творчо обробив міські анекдоти, античні сюжети і навіть арабські казки. Головна задумка книги - це зображення людської натури як недосконалої, поринутої у брехню істоти.
«Декамерон» подарував Боккаччо європейську популярність. У «Декамероні» до досконалості доведений жанр міської новели, що відкрив шлях усій ренесансній новелістиці. Приваблювали не тільки цікавість оповідань, яскраві образи героїв, їх соковита мова, але й художня добірність новел Боккаччо, нетрадиційне трактування ряду фабул, поширених у попередній середньовічній літературі, загальний ідейний лад його творів. У «Декамероні» висвітлились нові грані гуманістичного світогляду, в тому числі його антиаскетичні ідеали. У центрі уваги Боккаччо — проблема самосвідомості особистості, що отримала широку перспективу в подальшому розвитку ренесансної культури.
«Декамерон» здобув велику популярність в Італії, де Боккаччо знайшов чимало послідовників (Франко Саккетті, Мазуччо тощо). Вже в XIV ст. він був перекладений на французьку та англійську мови, пізніше сюжети «Декамерона» часто позичали літератори інших країн Європи, нерідко переробляючи їх в дусі національних традицій.

У Франції під впливом перекладу «Декамерона» близько 1462 роки з'явився збірник «Сто нових новел», а Маргарита Наваррська за зразком «Декамерона» склала з 72 новел «Гептамерон» (1559). Завершують розвиток жанру колекція з 214 новел Маттео Банделло (звідки черпав сюжети своїх комедій Шекспір), «Приємні ночі» Страпароли (1550-55), які витримали, незважаючи на заборони церковної влади, не менше півсотні видань, і «Повчальні новели» іспанця Сервантеса, які можуть розглядатися як пролог до розвитку роману Нового часу.
Варто відзначити, що деяка частина новел «Декамерона» майстерно запозичена з історій, що трапляються в античній літературі, приміром, у «Метаморфозах» Апулея.

## Сюжет
Оповідь починається описом чуми в Флоренції 1348 року, в описі якої Боккаччо наслідує Тукідіда. I ось під час найбільшого розпалу чуми сім молодих дівчат зустрівшися в церкві Санта Марія Новелла почали міркувати, що робити. По довгій суперечці вони вирішили тікати з небезпечного міста на чисте повітря до заміської вілли. Наближаються три юнаки, які прохають прийняти їх до себе. Дівчата згоджуються і все товариство, захопивши з собою і челядь, їдуть геть на село — проводить час на прогулянках та танцях, іграх та бесідах. В часи великої спеки, коли не можна ні гуляти, ні танцювати, вирішено кожному оповідати по новелі, а що компанія прожила на віллі десять днів (звідси назва Декамерон або десяти денник), то й склалося сто новел. Ця рамка, або цей плин творять оригінальну рису Боккаччо. Друга оригінальна риса італійського новеліста це те, що в нього новела кожного окремого дня стає ілюстрацією до якоїсь загальної теми. Наприклад, у новелах другого дня всі оповідають на тему, як люди по довгих перешкодах та пригодах у справі досягнення своєї мети нарешті її досягають таки; в новелах третього дня розповідається про людей, що набувають те, що вважали загубленим. Новели четвертого дня мають своїм сюжетом романтичні авантури з сумним наслідком і навпаки, в новелах п'ятого дня описується любов із пожаданим кінцем; у новелах сьомого та восьмого дня оповідається про хитрі шахрайства жінок над чоловіками та навпаки. Винятком з'являються новели першого і девятого днів, де бесідники розповідають, що кому подобається і новели шостого дня, засновані на дотепних та колючих відповідях, що увільняють чоловіка від небезпеки.
Головним сюжетом Декамерона є романтичні пригоди, а головною метою нападів — католицьке попівство. Новела про жида Авраама — щонайкраща сатира на папу та кардиналів, а картина неморальності римського попівства, намальована самовидцем Жидом, виявляє в Бокаччо чоловіка нового часу. Дуже цікава також новела, що містить у собі оповідання про вигадливість ченця проповідника, який замість украденого у нього двома штукарями пера архангела Гавриїла представляє темному люду коробку з вугіллям, на якому був обпечений святий Лаврентій. Краще всього виглядають у Бокаччо новели
з буденного життя; тут він міг виявити вповні свій реалізм, свою спостережливість і свою здібність утворювати живі образи. Така наприклад новела про Ізабелу, до якої залицялись два кавалери і яка зуміла користати з цих обставин і хитро обманула чоловіка, розповівши, що одного з тих кавалерів вона сховала у своєму покою від гніву другого, що гнався за ним із кинджалом. Хитрощам та витівкам жінок, що обманюють своїх чоловіків, присвячено чимало новел, позичених Бокаччо із різних джерел, переважно з фабліо, але оброблених самостійно, так що кожна новела йде разом із тим чудовим побутовим малюнком. Але не один злочинний та комічний бік любові зображає Боккаччо; поруч з шахрайками жінками він малює нам ідеал любові й вірності жінок, які кохають лиш один раз, які терплять усе задля кохання і загубивши коханого чоловіка або позбавляють себе життя, або йдуть у черниці. Така наприклад Ґрізельда в десятому дні Декамерона, така одна новела четвертого дня про Андреола та Габріотту.
Проте, у сфері опису вищих почувань Боккаччо менше талановитий, ніж в інших сферах, він часто стає риторичним та наслідує чужі взірці, і це цілком зрозуміло ; такому скептикові, яким був Боккаччо, озброєному до того гострим чуттям комічного, було незручно малювати ідеальні характери й вищі почуття; від того ідеальні постаті виходять у нього блідими в порівнянні з постатями позиченими з повсякденного життя, яке він знав наскрізь. Декамерон Бокаччо, це дійсний відбиток життя італійських міст в епоху початків Відродження, коли середньовічний аскетичний ідеал втратив кредит довіри й почалась реабілітація тіла. Під рукою дотепного спостерігача це життя перетворювалось у веселу комедію, в якій найлихіші ролі випадають на долю попівства.
Протилежність між тим, що воно проповідувало і як само поводилось, давала значний матеріал для сатири. Але сатира Боккаччо мала не багато спільного
з обуренням Данте. Він не стільки обурюється попівством за те, що воно своїм поводженням компрометує високість церкви, скільки за те, що воно лицемірить і визискуює людські забобони й завше зуміє загарбати у свої руки найкращі шматки.

## Персонажі
Героями повісті є десятеро молодих людей, з яких семеро дам та троє кавалерів. У книжці наведені їхні вигадані імена, нібито для того, щоб не осоромити благородних людей, що розмовляли на теми, неприйнятні для тогочасного суспільства.
Дами (з найстаршої до наймолодшої):
- Пампінея
- Ф'ямметта
- Філомена
- Емілія
- Лауретта
- Неїфіла
- Еліза

Кавалери:
- Панфіл
- Філострат
- Діоней

Ці персонажі — освічені молоді люди, вірні правилам честі та шляхетності, тонко відчувають красу природи та світу. Ці люди стали символом нової ери гуманістичного світогляду.

## Переклади українською
Наприкінці XVII або початку XVIII століття невідомий автор переказав українською силабічними віршами першу новелу четвертого дня «Декамерону» про трагічну історію кохання Гізмонди та Гвіскардо. Цю українську переробку було здійснено на основі польської також віршованої переробки, що належала відомому поетові та дипломатові Я. Морштину.
У 1879 році спробу українського перекладу «Декамерона» зробив Михайло Подолинський, який надрукував у львівській газеті «Правда» початок вступу (опис чуми). Літературознавець Григорій Кочур характеризував цей переклад як «несміливу спробу», яка стоїть на рівні тодішньої перекладацької літературної мови в Галичині, як «нездійснений намір познайомити українських читачів з твором Боккаччо».
Перший повний український переклад «Декамерона» з'явився у двотомному виданні 1928 року. Прозовий текст твору переклали Леонід Пахаревський та Павло Майорський, які зробили переклад не з оригіналу, а з французького перекладу, звіряючись також з російським перекладом Олександра Веселовського. Редактори (редактор першого тому — Сергій Родзевич, другого — П. Мохор) звіряли виготовлений у такий спосіб переклад з італійським оригіналом. Канцони переклав Марко Вороний, передмову написав В. Державін. Видання вийшло накладом у 5000 примірників, і як на свій час, було доволі непогане. Але, за висновком Г. Кочура, досконалим це видання й не могло бути: надто вже кручений шлях виникнення цього перекладу позбавив його стилістичної єдності, єдиного мовного обличчя. Перекладачі й редактори намагалися в міру можливості сумлінно передати зміст, і такої мети вони досягли. Художня своєрідність і барвистість «Декамерона» значною мірою залишилася поза можливостями перших його українських інтерпретаторів.
Другий повний український переклад флорентійського шедевра Боккаччо доби Пізнього Середньовіччя був створений Миколою Лукашом ще у 1963 та опублікований роком пізніше у 1964 році у видавництві «Дніпро», проте зі значними редакторськими правками. Лукашу закидали перекручування авторського тексту та надмірну його архаїзацію та «українізацію», лаяли за питомі українські слова на кшталт березоль, дзигарі, лучче, що, відповідно, було нещадно «виправлено» редакторами у кінцевому варіанті видання. Цей значно відредагований варіант перекладу перевидавався близько десятка разів, але оригінальна робота перекладача без редагувань та виправлень з'явилася лише у 2006 році у видавництві «Видавничий центр „Просвіта“», завдяки кропіткій роботі Леоніда Череватенка який, віднайшовши рукописи перекладу у творчому архіві Миколи Лукаша, працював над його відновленням упродовж кількох років.
- (перший частковий переклад українською)[11] Джованні Боккаччо. Декамерон (уривок). Переклад з польської: невідомо; кінець XVII або початок XVIII ст.
- (другий частковий переклад українською)[12] Джованні Боккаччо. Декамерон (уривок). Переклад з польської: Михайло Подолинський. Львів: Журнал «Правда» (часть літературно-наукова). 1879 р.
- (перший повний переклад українською) Джованні Боккаччо. Декамерон (у 2-ох томах). Переклад з французької та російської: Леонід Пахаревський та Павло Майорський (проза), Марко Вороний (канцони/поезія); редактори: С. Родзевич (1-й том), П. Мохор (2-й том); передмова: Владімір Державін. Харків: ДВУ, 1928. 408 стор. (1-й том.), 334 стор. (2-й том). Наклад 5,000 примірників[13].
- (перше видання значно відредагованого перекладу Лукаша) Джованні Боккаччо. Декамерон. З італійської переклав: Микола Лукаш; редактор: Олена В. Хатунцева; художник: І. П. Хотинок; художній редактор: Б. Л. Тулін; технічний редактор: Л.М Бобир; корректори: О. А. Підвишиванська, Г. М. Стадник. — Київ, 1964. — 664 с. — 65,000 прим.
  - (перевидання: 1969, 1985 (обидва видавництво «Дніпро»), 2000 (видавництво «Січ»), 2003, 2005, 2007, 2011 (усі видавництво «Фоліо»))
- (перше видання авторського невідредагованого перекладу Лукаша) Джованні Боккаччо. Декамерон. З італійської переклав: Микола Лукаш; упорядникування та редагування: Леонід Череватенко. — Київ : "Видавничий центр «Просвіта»", 2006. — 896 с. — ISBN 966-8547-73-X.
- Джованні Боккаччо. Декамерон (вибрані оповідки). Інтерпретація з італійської: Василь Шкляр; ілюстрації Л. Корж-Радько. Київ: Дніпро, 2006. 104 с. іл. ISBN 966-578-161-8 (примітка: у книзі присутні 30 зі 100 оповідок)